# Alexandre Promio
Alexandre Promio   (6è arrondissement de Lió, 9 de juliol de 1868 - Asnières-sur-Seine, 24 de desembre de 1926) Alexandre Jean Louis Promio (anomenat a vegades Eugene Promio) va ser un operador de càmera dels germans Lumière, i un dels pioners de la cinematografia mundial. Va ser també un dels primers reporters del cinema (juntament amb Félix Mesguich, Francis Doublier i Marius Chapuis), així com dels primers teòrics. Generalment se'l considera l'inventor del travelling (tècnica de gravació cinematogràfica). El 1896 va dur a terme la seva idea de col·locar la seva càmera en una góndola en moviment. El resultat va ser el Panorama del Gran Canal vist des d'una embarcació (Panorama du Grand Canal vu d'un bateau, en francès), rodat a Venècia. Va estar actiu des del 1896 i va tenir ocasió de gravar molts esdeveniments històrics, com la guerra grecoturca o el funeral de la reina Victòria. Se'l considera a més el primer en rodar pel·lícules a Espanya: Maniobres de l'artilleria a Vicálvaro, Sortida dels alabarders del Palau i Sortida de les alumnes del Col·legi de Sant Lluís dels Francesos, probablement exposades el mateix dia de la presentació del cinematògraf a Espanya, el 14 de maig del 1896 a l'Hotel Rússia de la madrilenya Carrera de San Jerónimo.

## Biografia
Sent d'origen italià, Alexandre ("Sacha") Promio va estudiar l'escola de La Martinière de Lyon. Abans d'interessar-se per la fotografia, va treballar de diferents oficis (empleat d'empreses de correus i telègrafs, representant dels xampanys Mercier...) i va guanyar-se una reputació a nivell local com a baríton, juntament amb la seva esposa, també cantant, Juliette Promio-Évrard (1866-1952).
El seu interès per la fotografia i el cinematògraf (invent acabat de presentar) el va conduir a contactar amb els germans Lumière a principis del 1896. De seguida va ocupar una notable posició dins l'equip de gravació dels Lumière. En poc temps va tornar-se el cap del servei cinematogràfic i es va encarregar de la formació dels primers operadors fins al març del 1896.

## Espanya (juny del 1896)

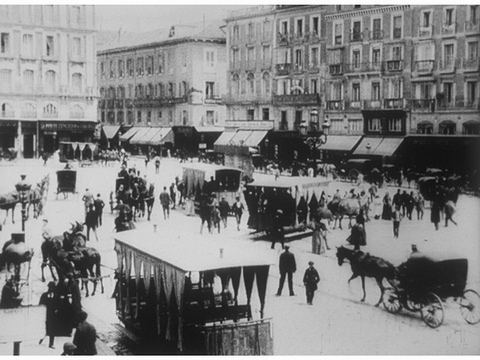
Fotograma per Alexandre Promio de la Puerta del Sol de Madrid.

Després d'haver assegurat algunes presentacions a França, Alexandre Promio va fer el seu primer gran viatge a l'estranger. Per ell era la oportunitat de mostrar les seves capacitats com a enregistrador cinematogràfic i aquesta es va materialitzar com la primera col·lecció de gravacions fetes en la història a Espanya. A Barcelona (Plaça del port a Barcelona), i seguidament a Madrid (Puerta del Sol, Dansa amb vivac, Llançers de la reina, Càrrega…), Alexandre Promio va rebre un suport de pes ja que la reina d'Espanya en aquell moment el va autoritzar a gravar maniobres militars.

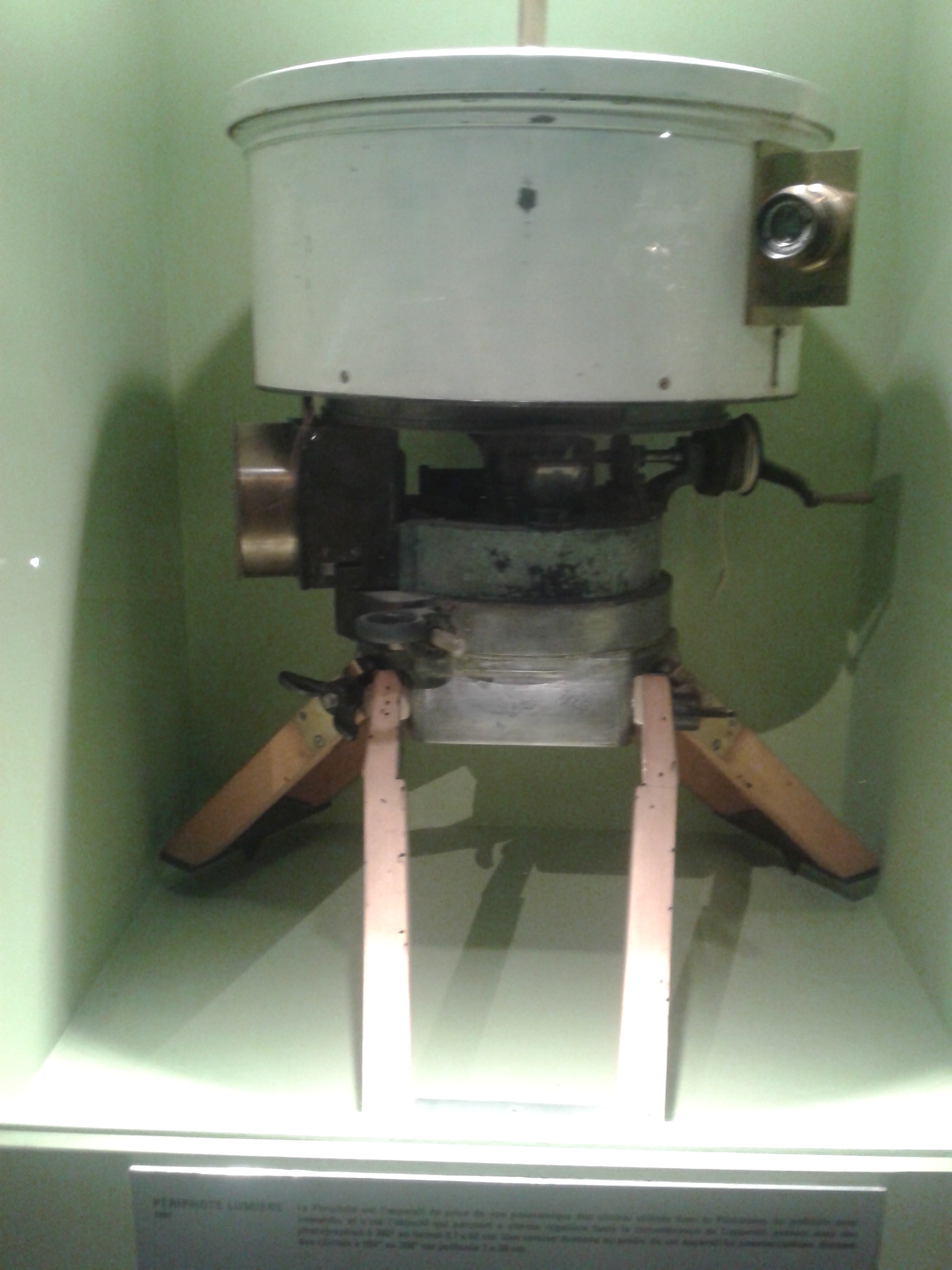
Un Périphote Lumière

## La volta al món (del juny del 1896 fins al setembre del 1897)
Durant més d'un any i sota la direcció de Louis Lumière, Alexandre Promio es dedica a augmentar el catàleg de gravacions de la casa Lumière. D'una part, grava diverses gravacions generals (documentals) i gravacions d'actualitat (reportatges). A Anglaterra, gravarà La processó del casament de la princesa Maud, abans de marxar als Estats Units durant el setembre del 1896. De Nova York a Chicago passant per Boston i les catarates del Niagara (Les cascades, Els Ràpids), realitza una vintena de gravacions Baixada dels viatgers del pont de Brooklyn, Desfilada de policies, Market Street.
Poc després se'n va a Venècia, Itàlia, on grava dues de les seves escenes més famoses, ««Panorama du Grand Canal pris d'un bateau i Panorama de la Plaça de Sant Marc pres des d'un vaixell. Contràriament al que es creu popularment, Alexandre Promio no es el primer en realitzar el que els germans Lumière batejaran com a panorama Lumière (el que s'anomena avui travelling). De fet, Constant Girel, a Colònia, el setembre del 1896, ja havia utilitzat un vaixell recorrent el riu Rin per afegir al catàleg Lumière el famós Panorama pres des d'un vaixell. Però Constant Girel va efectuar aquest panorama per casualitat (o sense haver-ho planejat anteriorment), cosa que li va costar la feina, sent acomiadat per Louis Lumière. Això va obrir una oportunitat que Promio va saber utilitzar, preveient el que podia aportar al cinema una tècnica d'aquella tipologia. Se li atribueix el travelling a ell per tant pel fet que en va ser el divulgador i el primer teòric.
Promio dedica diversos mesos a recórrer les costes del Mediterrani, on seguirà ampliant el catàleg dels Lumière: l'Alguer el desembre del 1896 (Pregó del muezzin, Ases...), l'Orient Mitjà el març del 1897 (La Via Dolorosa i Entrada al Sant Sepulcre, Départ de Jérusalem en chemin de fer...), Turquia (Petits ases sota les palmeres, Les Piràmides (Pla general), la sèrie de 8 gravacions Panorama de la riba del Nil...).

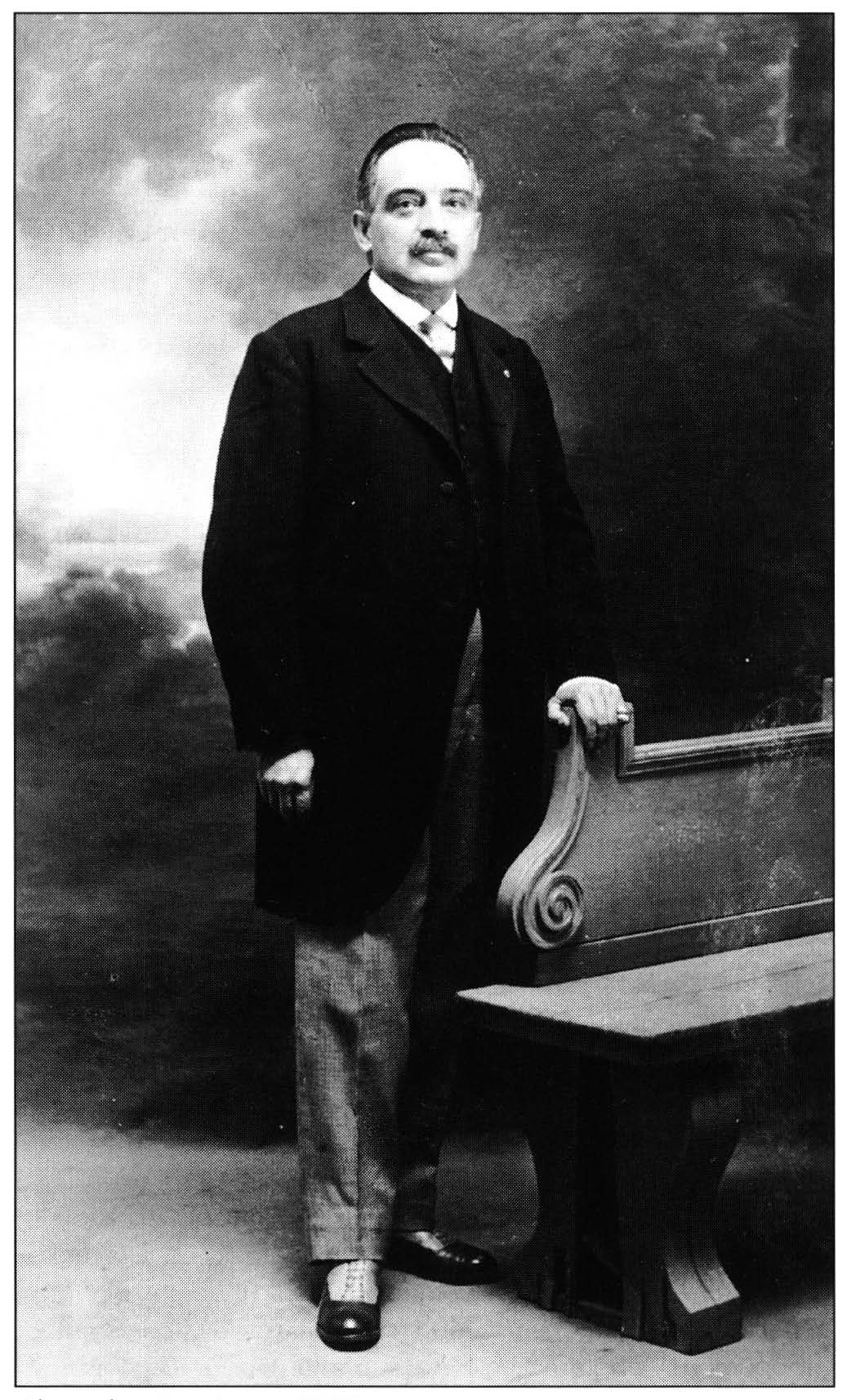
Alexandre Promio el 1920

Del maig al juny del 1897 Alexandre Promio, a més dels plans generals (Boulevard Anspach a Brussel·les), realitza els seus primers grans reportatges. Així mateix cobreix diversos esdeveniments en nom dels Lumière: l'exposició de l'Art i de la Industria (maig-octubre del 1897, Estocolm), l'aniversari de la reina Victòria (22-30 de juny del 1897), el viatge del president Félix Faure a Rússia (durant l'agost de 1897) i grava (entre el setembre i l'octubre del 1897) una sèrie d'escenes industrials d'Irlanda i d'Anglaterra.

## Les "bandes composées" (1897-1898)
Instal·lat a París, Alexandre Promio comença a gravar una tipologia de pel·lícules anomenada "bandes composées". Gràcies al decorador Marcel Jambon (1848-1908) i l'encarregat de la posada en escena Georges Hatot (1876-1959), orienta la major part de la producció Lumière cap a les pel·lícules amb pintura animada, sota la pressió comercial del talentós director que s'havia fet un lloc en la industria amb els seus efectes, Georges Méliès. Durant aquell període grava, el setembre del 1897, L'Assassinat del duc de Guise, "Les Dernières cartouches" a partir del cèlebre quadre d'Alphonse de Neuville, "Les Dernières cartouches" a Balan (1873), Néron essayant des poisons sur des esclaves, La Mort de Marat... Es tracta de gravacions sovint inspirades en la pintura acadèmica del segle xix i de la pintura de saló. La sèrie més coneguda i més divulgada amb diferència és La vida i la passió de Crist (setembre-octubre del 1898), un nou succés public que presenten també les grans empreses de l'època, destaca Gaumont (amb la primera realitzadora del cinema, Alice Guy).

## Activitats diverses (1898-1902)
Després d'aquests anys d'activitat intensa, Alexandre Promio va retrobar un ritme de vida molt més apropiat per a un burgès a punt de canviar de segle. Va dedicar el seu temps a escriure una espècie de tractat cinematogràfic, publicat a Lyon en el diari Le Progrès illustré (El Progrés Il·lustrat, en francès), i que no va aportar gaires novetats sobre aquest art. Durant aquests anys, sent encara representant del xampany Mercier, obté el premi de les Palmes Acadèmiques (1898). La seva activitat cinematogràfica es limitarà essencialment a Europa, gravacions d'entre les quals destaca el Funeral de la reina Victòria (febrer del 1901) que va filmar amb l'ajuda de dues càmeres col·locades l'una al costat de l'altra i que es proveïen de pel·lícula fotogràfica externament.

## El Fotorama (1902-1907)
Un moment important en la carrera de Promio va ser la invenció del périphote (no per part seva), càmera que permetia fer fotografies de 360°, les fotografies eren tot seguit projectades en el Fotorama (patentat pels germans Lumière el 1900) instal·lat, a partir del 1902, al número 18 del carrer de Clichy (París). Després de dos anys d'explotació, Alexandre Promio, creient sense cap mena de dubte en el futur econòmic d'aquesta invenció, va constituir la Societat del Périphote i del Fotorama amb l'objectiu d'explotar el Fotorama. Els resultats no van estar ni de bon tros a l'altura del que ell esperava, així que en la indiferència general que va generar l'invent la sala va tancar el 1907.

## La Companyia Théophile Pathé (1907-1910)
Malgrat el fracàs del Fotorama, Alexandre Promio creia en les possibilitats de la imatge animada i com a empresari que era, es llença a dirigir noves societats. Després d'una breu experiència, La Publicité animée (La Publicitat Animada, activa entre el 1908 i el 1909), s'interessa en la Companyia Théophile Pathé (fundada el 1906), rival principal de la Germans Pathé. Aprofitant la mala gestió del fundador, Promio ràpidament es torna el director gràcies a la seva experiència com a cinematògraf. Sota la seva direcció nombroses pel·lícules, documentals o ficcions, seran produïdes entre els anys 1908-1909. Tot i així, la situació financera es torna cada vegada més crítica i Alexandre Promio acaba per renunciar a la posició de director i la dissolució de la empresa s'acaba duent a terme el 1913.

## Algèria (1911-1924)
Alexandre Promio, entre el fracàs professional i la nova vida privada, s'instal·la a Algèria per quedar-s'hi quasi fins al final dels seus dies. Sens dubte decebut, torna a la seva vella vocació de cantant, gràcies a la seva nova dona, Fernande Canu. Després dels anys de guerra, durant els quals sembla que havia tingut activitat fotogràfica per la Companyia Aèria Francesa, aprofita la reorganització administrativa d'Algèria per tornar-se el director del Servei Foto-cinematogràfic. Es sota aquesta posició que comença una intensa activitat de propaganda que apareixerà en el catàleg publicat el 1924 on hi figuren prop de 3.000 fotografies i 38 pel·lícules documentals i l'obra L'Algérie (Algèria).

## Últims anys (1924-1926)
Malalt, Alexandre Promio torna a França i s'instal·la prop de París. La seva ultima aparició pública coneguda va ser el 15 de juny del 1925 durant un discurs de Louis Lumière a l'Acadèmia de les Ciències. S'ocupa de la Societat Fiot en els seus últims anys. Mor al seu domicili, el 24 de desembre del 1926, però la premsa especialitzada no anunciarà la seva mort fins a 4 mesos després.